# Sportunterricht

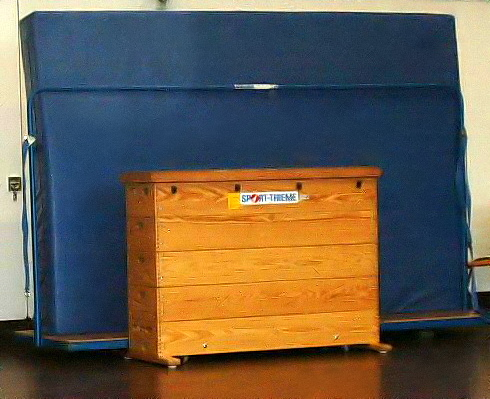
Geräte für den Sportunterricht: Kasten und Weichboden

Sportunterricht (auch Bewegungsunterricht, Lernbereich Bewegung, Spiel und Sport oder verkürzt Sport, veraltet: Leibeserziehung oder Turnen) ist eine fachlich ausgerichtete Ausbildungsform. Er wird in Schulen durch akademisch ausgebildete Lehrer und in Sportvereinen durch Trainer bzw. Übungsleiter praktiziert. Sportunterricht ist in den meisten europäischen Ländern verbindliches Schulfach und in speziellen Lehrplänen mit eigenen Zielen, Inhalten und Methoden ausgewiesen.
Sportunterricht entwickelte sich seit den 1970er-Jahren von einem reinen „Bewegungsfach“ und einem „Unterricht der Sportarten“ hin zu einem an der motorischen Entwicklung (Bewegung, Spiel und Sport) ausgerichteten, ganzheitlich fordernden und fördernden Unterricht. Er will einen körperlichen Ausgleich zum primär sitzend ausgeübten Unterricht bieten, darüber hinaus aber auch einen grundsätzlichen Beitrag zur körperlichen, geistigen, sozialen und emotionalen Entwicklung von Kindern und Jugendlichen leisten.
Sportunterricht ist der verbindliche Teil des Schulsports. Schulwettkämpfe, Arbeitsgemeinschaften, Pausensport u. a. werden zum außerunterrichtlichen Schulsport gezählt.

## Bedeutung
Die hohe gesellschaftliche Bedeutung des Sportunterrichts drückt sich in Verlautbarungen aller Parteien und der Sportorganisationen aus. 2004 war das Europäische Jahr der Erziehung durch Sport (Europäische Kommission), 2005 das von der UNO ausgerufene Internationale Jahr des Sports und der Sporterziehung.
Fast zwei Drittel aller Schüler in Deutschland halten den Sportunterricht – bei geringen Unterschieden der beiden Geschlechter – für wichtig bzw. sehr wichtig. Nur 13 % erklären ihn für unwichtig. Allerdings lässt die Bedeutung für sie mit zunehmendem Alter nach. Für die Jungen und Mädchen ist der Sportunterricht in der Schule genauso wichtig wie Aktivitäten in der Freizeit und wichtiger als der Sport im Verein.
Schulleiter schätzen den Schulsport bisweilen vor allem, weil er zur positiven Außendarstellung der Schule beiträgt. Bei Investitionen wird das Fach gleichrangig mit anderen Fächern behandelt.
Mehr als 80 % der Eltern in Deutschland betonen die Bedeutung des Sportunterrichts für die Entwicklung ihrer Kinder. Darin sind sich Väter und Mütter weitestgehend einig. Obwohl das Elternurteil über den Sportunterricht sehr positiv ausfällt, sind etwa 20 % der Eltern nicht über die konkreten Zielsetzungen, Methoden und  Bedingungen vor Ort informiert. Dies zeigen auch leichtfertig ausgestellte Freistellungsanträge und Atteste. Kontakte zum Sportlehrer sind selten, belastbare Aussagen daher nicht möglich.

## Pädagogische Konzepte und Bildungsziele
Entwicklungsförderung durch Bewegung, Spiel und Sport und die Erschließung der Bewegungs-, Spiel- und Sportkultur können als eine zentrale Leitidee des Schulsports angesehen werden.
Angesichts des stetig wachsenden Bewegungsmangels bei Kindern und Jugendlichen ist Sport für den Gesundheitszustand der Schüler besonders wichtig. Darüber hinaus rücken aufgrund wissenschaftlicher Erkenntnisse die engen Verbindungen von muskulärer Tätigkeit und Bewegung einerseits sowie Gehirnaktivität und kognitiver Entwicklung andererseits in den Blickpunkt pädagogischer Bemühungen.
Historische Betrachtungen gesellschaftspolitischer Veränderungen und didaktischer Prioritäten sollen eine kritische Einstellung z. B. zum Dopingproblem, zur einseitigen Leistungsausrichtung oder zu Formen des passiven Sportkonsums wecken sowie Kenntnisse über die vielseitigen aktivierenden Möglichkeiten des Sports im Freizeit- und Leistungsbereich befördern.
Der pädagogische Anspruch, der damit an den Sport und andere Bewegungs- und Spielformen herangetragen wird, ist vielfältig:
Der Sportunterricht sollte inhaltlich, methodisch und vom Umfang her so ausgerichtet sein, dass er alle Schüler erreicht und motiviert und zugleich berücksichtigt, dass nicht alle Schüler gleichermaßen talentiert sind. Er sollte daher auch in geeigneter Weise auf Schwächen eingehen und auch Interesse bei denjenigen wecken, die sportlicher Betätigung distanziert gegenüberstehen.

### Erziehender Sportunterricht und Mehrperspektivität
Der erziehende Sportunterricht verfolgt die pädagogische Leitlinie, dass Sportunterricht einen Doppelauftrag erfüllen soll:
- Durch eine Erziehung zum Sport soll den Schülern Bewegung als Lebensprinzip bewusst gemacht und eine Motivation zu lebenslangem Sporttreiben geschaffen werden. Dazu werden grundlegende motorische Fertigkeiten, Kenntnisse und Einstellungen vermittelt.[5]
- Erziehung im und durch Sport bedeutet eine altersgemäße Förderung von Gesundheitsbewusstsein und Fitness. Individuelle Leistungsfortschritte und Vertrauen in die eigene Leistungsfähigkeit sollen zu einem positiven Körpergefühl und zur Stärkung der Persönlichkeit führen. Dies steht vor dem Hintergrund einer Umwelt, die den Schülern immer weniger natürliche Bewegungsanlässe und Bewegungsmöglichkeiten bietet.[5]

Dem erziehenden Unterricht wird in den Sportlehrplänen in Deutschland inzwischen ein hoher Stellenwert zugemessen. Er kann durch einen mehrperspektivischen Unterricht und mehrdimensionales Lernen umgesetzt werden, bei dem es unter anderem folgende pädagogische Ansatzpunkte gibt:
- Wahrnehmungsfähigkeit verbessern und Bewegungserfahrungen erweitern
- sich körperlich ausdrücken und Bewegungen gestalten
- etwas wagen und verantworten
- das Leisten erfahren und reflektieren
- gemeinsam handeln, wettkämpfen und sich verständigen
- Fitness verbessern und Gesundheitsbewusstsein entwickeln

### Kompetenzorientierung

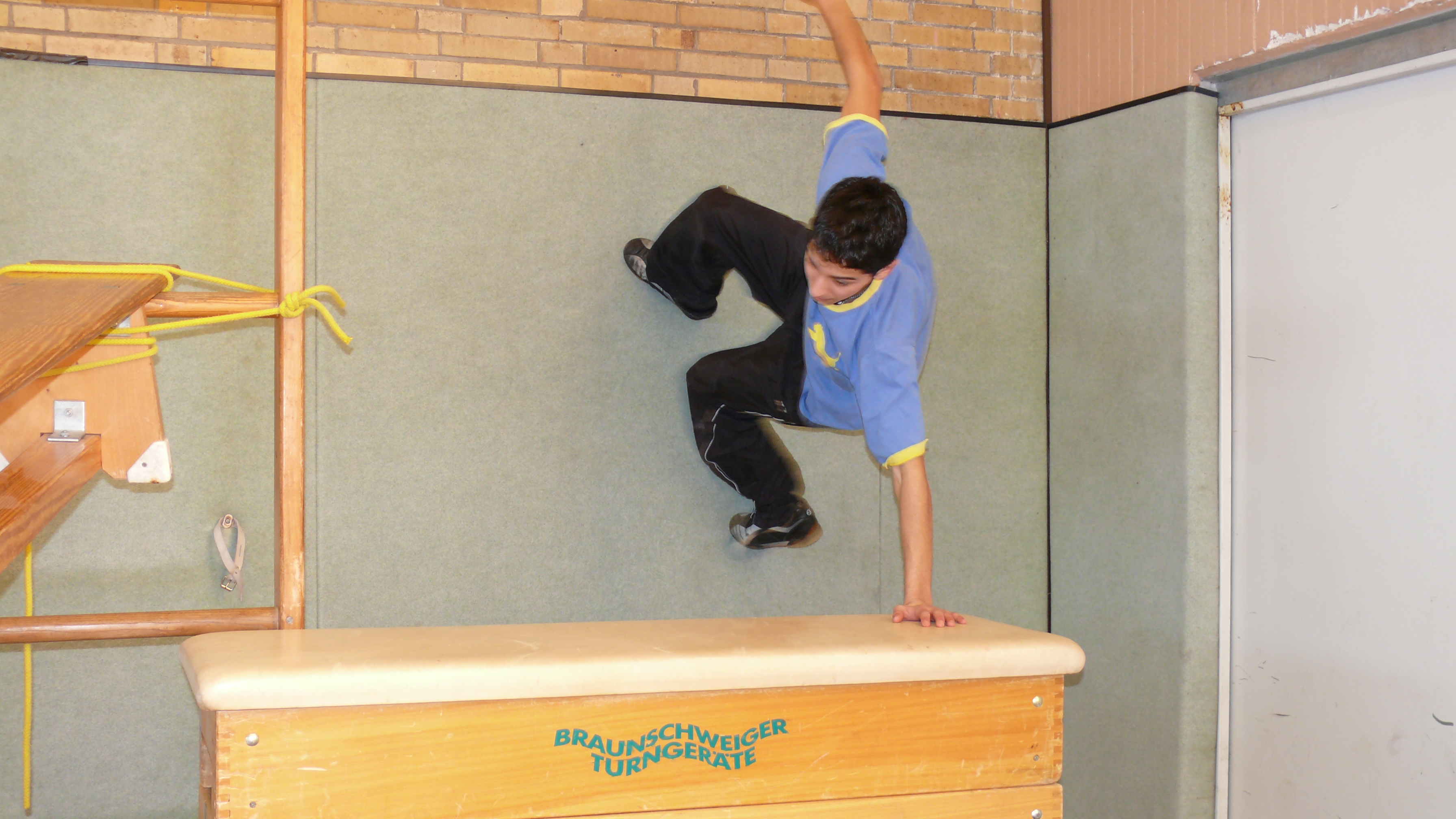
Die Trendsportart Parkour im Schulsport

Kompetenzorientierter Sportunterricht ist Unterricht, der bewusst und geplant Bewegung und Bewegungslernen ermöglicht und zur Selbstständigkeit und Eigenverantwortung erzieht.
In entsprechenden Lernsituationen werden motorische Fähigkeiten und Fertigkeiten, sportbezogenes Wissen sowie weitere fachübergreifende Kompetenzen entwickelt. Dies führt zum Erwerb einer umfassenden Handlungskompetenz.
Die zu vermittelnden Kompetenzen werden in den Bildungsplänen der Bundesländer unterschiedlich eingeteilt, in Baden-Württemberg wurde mit dem Bildungsplan 2016 folgende Einteilung gemacht:
- Bewegungskompetenz:
  - alters- und entwicklungsgemäße konditionelle Anforderungen bewältigen,
  - koordinative Fähigkeiten und technische Fertigkeiten anwenden
  - Bewegungen gestalten und sich durch Bewegung ausdrücken
  - grundlegendes Fachwissen (zum Beispiel taktische Kenntnisse) in sportlichen Handlungssituationen anwenden und sachgerecht nutzen

- Reflexions- und Urteilskompetenz:
  - durch die Analyse sportlicher Handlungssituationen verschiedene Sinnrichtungen des Sports erkennen
  - aufgrund ihrer sportpraktischen Erfahrungen und fachlichen wie methodischen Kenntnisse eigene Positionen zu verschiedenen Sinnrichtungen sportlichen Handelns entwickeln
  - das eigene sportliche Handeln selbstbestimmt steuern
- Personalkompetenz:
  - ein realistisches Selbstbild entwickeln
  - aus den eigenen sportlichen Stärken und Schwächen kurz- und mittelfristige Ziele ableiten und dafür ausdauernd üben
  - die Bedeutung von Bewegung für das eigene Wohlbefinden und die Gesundheit einschätzen und gesundheitsbewusst handeln
  - physische und psychische Auswirkungen ihres Bewegungshandelns, zum Beispiel Entspannung oder Fitness, wahrnehmen und verstehen
  - eigene Emotionen und Bedürfnisse in sportlichen Handlungssituationen wahrnehmen und regulieren
  - in sportlichen Handlungssituationen ihre Aufmerksamkeit steuern
- Sozialkompetenz:
  - Mitschülerinnen und Mitschüler beim sportlichen Handeln unterstützen und ihnen verlässlich helfen
  - wertschätzend miteinander umgehen und andere integrieren
  - bei der Lösung von Konflikten die Interessen und Ziele aller Beteiligten berücksichtigen
  - in Übungs- und Wettkampfsituationen verantwortungsvoll handeln, zum Beispiel Regeln und Vereinbarungen einhalten
  - den Unterschied zwischen fairem und unfairem Handeln erkennen und sich selbst fair verhalten – auch bei Erfolgs- und Misserfolgserlebnissen
  - bei sportlichen Aktivitäten kommunizieren, kooperieren und konkurrieren
  - in sportlichen Handlungssituationen (zum Beispiel bei der Organisation von Wettkämpfen) unterschiedliche Rollen und Aufgaben übernehmen und reflektieren

Bei der Planung von kompetenzorientiertem Sportunterricht muss der Lehrer dabei versuchen, folgende Aspekte zu beachten:
- Problemorientierung: Fachinhalte werden nicht nur vermittelt, sondern auch problematisiert. Es wird systematisch an Bewegungsproblemen und Sinnfragen gearbeitet.
- Klare Zielvorgabe: Die Lernziele sind jederzeit präsent.
- Offenheit und Mitgestaltungsmöglichkeit: Die Schüler haben individuelle Entscheidungsspielräume und können selbsttätig arbeiten.
- Individuelle Verantwortlichkeit für den eigenen Lernerfolg: Die Schüler sind für ihren Lernerfolg und das Ergebnis mitverantwortlich.
- Prozesshaftigkeit und Nachhaltigkeit: Der Unterricht wird in sogenannten „Unterrichtseinheiten“ über mehrere Wochen geplant, nicht in Form von Einzel- und Doppelstunden. Inhalte müssen immer wieder geübt und vertieft werden. Sie müssen vernetzt sein, so dass es nicht zu einer beliebigen Aneinanderreihung von Themen kommt. Taktische Elemente werden zum Beispiel in verschiedenen Sportarten aufgegriffen, Bewegungselemente werden in verschiedenem Kontext eingeübt.
- Ganzheitlichkeit: Sportunterricht soll nicht nur körperlich, sondern auch geistig, emotional und sozial beanspruchen und fördern. Zudem wird Sport nicht nur unter dem Aspekt der Leistung unterrichtet, sondern berücksichtigt auch weitere Aspekte wie Spiel, Spaß, Gesundheit, Gemeinschaft, Kooperation.
- Reflexion: Die Schüler müssen ihr Handeln durchdenken, sich mit dem Lernstoff und den Lernprozessen auseinandersetzen und daraus Hinweise für ihr weiteres Tun ableiten.
- Schülerorientierung: Die Planung erfolgt danach, was die Schüler schon können, was sie besonders interessiert, zu welchen (auch individuell unterschiedlichen) Zielen man sie führen will und wie sie Gelegenheit bekommen, sich dazu zu äußern.
- Differenzierung / Individualisierung: Der Unterricht gibt jedem Schüler die Möglichkeit, im Rahmen seiner Möglichkeiten etwas zu erreichen. Er ist integrierend und nicht selektierend.

### Merkmale eines guten Sportunterrichts
Der Sportpädagoge Ulf Gebken nennt folgende 10 Merkmale eines guten Sportunterrichts:
1. Strukturiertheit (= klare Strukturierung des Lehr-Lernprozesses)
2. Optimale Nutzung der zur Verfügung stehenden Zeit
3. Lange Einbindung der Schüler in motorische Aktivitäten (= Ausweitung des Anteils „echter“ Bewegungszeit der Schülerinnen und Schüler)
4. Methodenvielfalt (= Berücksichtigung der Lernvoraussetzungen und Vermittlung von Methodenkompetenz)
5. Stimmigkeit der Ziele, Inhalte und Methoden
6. Unterrichtsklima (= Schaffung einer lernförderlichen, positiven Arbeitsatmosphäre)
7. Sinnstiftende Unterrichtsgespräche (= Vermittlung zwischen Lehrplan und Schülerinteressen durch zielgerichtete Fragestellungen)
8. Förderhaltung (= Orientierung am individuellen Lernstand, Ermutigung zum Lernen und Vermittlung von Lernstrategien)
9. Schüler-Feedback (= regelmäßige Nutzung von Schülerrückmeldungen für die Planung und Durchführung des Unterrichts)
10. Leistungserwartungen und -kontrollen (= Transparenz der den Schülern vermittelten bzw. zwischen Lehrer und Schülern ausgehandelten Lernerwartungen und Leistungsrückmeldungen)

### Kritik
Kontrovers diskutiert werden zwischen Bildungspolitikern, Eltern, Schulpsychologen und Sportdidaktikern etwa die Fragen der gesellschaftlich relevanten Zielvorstellungen, Inhalte und Organisationsformen, die den Sportunterricht bestimmen sollen:
- Streitpunkt Koedukation

Kritiker argumentieren vor allem, dass die beiden Geschlechter unterschiedliche Sportbedürfnisse haben, dass sie unterschiedliche Entwicklungsgeschwindigkeiten durchlaufen und beide Geschlechter dabei in ihren Möglichkeiten beeinträchtigt würden. Befürworter antworten, dass die Verweigerung der Koedukation entgegen der außerschulischen Wirklichkeit und der Praxis in den anderen Fächern eine künstliche Trennung der Geschlechter bewirke und das Prinzip der Differenzierung eine flexible Handhabung nach Sportart und Interessen ermögliche.
- Streitpunkt Leistungsfach

Kritiker befürchten, dass weniger talentierte Kinder und Jugendliche Nachteile im schulischen Sportunterricht haben könnten, wenn dieser ausschließlich oder zu stark leistungsorientiert ist, dass beim Mannschaftssport und Parteienspiel leistungsschwächere Schüler eine Ausgrenzung durch leistungsstarke Schüler erfahren, die (z. B. seltener an den Ball kommen) und dass umgekehrt die stärkeren Schüler wiederum sich langweilen, wenn der Unterricht unter ihrem Niveau ist. Dem wird entgegengehalten, dass es in sämtlichen Fächern Leistungsunterschiede unter den Schülern gibt, dem in einem modernen Sportunterricht nach dem Prinzip der Differenzierung begegnet werde, dass aber auch im Sportunterricht zur Persönlichkeitsbildung eine Leistungskonfrontation ausgehalten werden müsse. Wie in anderen Fächern sei auch dem guten Sportler in seinem Fach eine Leistungspräsentation zuzugestehen.
- Streitpunkt Leistungsbewertung/Lernkontrolle

Von einzelnen Kritikern wird immer wieder die Forderung erhoben, die Leistungsbewertung im Fach Sport abzuschaffen. Als Begründungen werden ins Feld geführt, dass Sport im Wesentlichen Spaß machen und nicht durch Leistungsdruck belasten sollte, dass der Sportunterricht als Bewegungsfach lediglich ein Gegengewicht zu den sogenannten „Sitzfächern“ bilden sollte und dass angesichts unterschiedlicher Talente und körperlicher Voraussetzungen eine objektive Beurteilung gar nicht möglich sei. Dem wird seitens der Befürworter entgegengehalten, dass damit dem Sportunterricht eine ungerechtfertigte Sonderrolle im Kanon der Fächer zugedacht werde, dass auch in allen anderen Fächern unterschiedliche Begabungen zu unterrichten seien, dass Sport kein Unterhaltungs-, sondern ein Lernfach mit objektiv und differenziert feststellbaren sportlichen Leistungen und persönlichen Entwicklungen sei und dass eine Lernkontrolle von der Didaktik her sinnvoll und als Motivationsschub und Zeichen der Anerkennung von den meisten Schülern sogar gewünscht werde.

## Deutschland
In Deutschland werden Lehrpläne von den Kultusministerien der Länder für die einzelnen Schulformen erlassen. Sport ist nicht in allen Bundesländern ein Vorrückungsfach, dessentwegen die Versetzung nicht erfolgen könnte. Der Sinn oder Unsinn solcher Fächerwertung wird im Rahmen der Curricula-Erstellung immer wieder diskutiert und unterschiedlich entschieden. Auch die Bedeutung für die Durchschnittsnote im Abitur und damit für den Numerus clausus des Zugangs für ein bestimmtes Hochschulstudium ist nicht einheitlich geregelt.

### Unterrichtsvorhaben
In einigen Lehrplänen der Länder findet sich als zentraler Begriff das Unterrichtsvorhaben. So stellen zum Beispiel im neuen Lehrplan Sek. II von NRW nicht mehr die Sportarten den Ausgangspunkt für die inhaltliche Strukturierung der Lehrpläne dar. Vielmehr werden sie in die Bandbreite der Bewegungsfelder eingeordnet. Die zehn Inhaltsbereiche, die in den neuen Rahmenvorgaben und Lehrplänen genannt werden, sind dabei auf den drei Ebenen der a) Sportbereichsübergreifenden Bewegungsfelder, b) Bewegungsfelder und Sportbereiche und dem Bereich c) Wissen erwerben und Sport begreifen angeordnet. Das Unterrichtsvorhaben fasst nun die Fachlichen Kenntnisse, die Methoden und Formen selbstständigen Arbeitens, die pädagogischen Perspektiven und die Bewegungsfelder/ Sportbereiche bzw. die grundlegenden Bewegungsfelder zusammen und gibt so den Inhalt und das Thema der Unterrichtsreihe wieder.
Neuere Lehrpläne der meisten Bundesländer gehen also inzwischen davon aus, dass der Sportunterricht mehr an der Erziehung als an den Vorbildern des institutionalisierten Sports ausgerichtet werden müsse. Das heißt auch, dass der Sportunterricht nicht mehr nur an Sportarten, sondern verstärkt an übergreifenden Bewegungsfeldern und Themen orientiert ist:
- Laufen, Springen, Werfen
- Bewegen im Wasser
- Bewegen an und mit Geräten

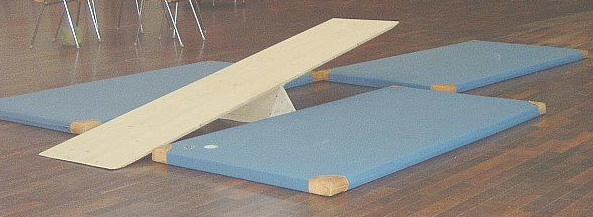
Einfacher Übungsaufbau für den Sportunterricht mit Grundschülern

- Bewegung gymnastisch, rhythmisch und tänzerisch gestalten
- Fahren, Rollen, Gleiten
- Mit oder gegen Partner kämpfen
- Spielen
- Den Körper trainieren, die Fitness verbessern

### Theorie
Anfang der 1970er Jahre begann eine Neuorientierung des Sportunterrichts über das reine Bewegungsfach hinaus: Im Sinne einer ganzheitlichen Menschenbildung erhielten kognitive Komponenten innerhalb des Sportunterrichts und in Kooperation mit benachbarten Theoriefächern eine stärkere Rolle zugewiesen:
Dabei ging es neben Erkenntnissen zu bewegungstechnischen Grundlagen und trainingsphysiologischen Gesetzmäßigkeiten auch um problemorientierte Fragestellungen wie das Begreifen von Sport als „Kultur- und Gesellschaftsphänomen“ (Warwitz, S. 201), um eine kritische Sinnfindung im Sporttreiben und um die Reflexion von sporttypischen Erscheinungen wie Angst, Aggression und gruppendynamische Prozesse.
Die Kongresse für Leibeserziehung in Oldenburg 1973 und Berlin 1979 machten die Theorieeinbindung in das praktische Tun im Sinne einer „Ergänzungsbedürftigkeit des Sportunterrichts“ zu Schwerpunktthemen.
Es wurden didaktische Zielvorgaben und konkrete Modelle entwickelt, wie Praxis und Theorie in Sportunterricht und Leistungssport miteinander verbunden und darüber hinaus das Fach in einen Bildungsverbund mit den Theoriefächern gestellt werden kann. Hierzu boten sich Formen wie der Projektunterricht und als Einstieg der Projektorientierte Unterricht an.
Mit der sachlichen und methodischen Vernetzung der Fächer hatten auch den Bildungsauftrag der einzelnen Fächer verzerrende Bezeichnungen wie „musische“, „technische“, „praktische“ oder „theoretische“ Fächer als nicht mehr zeitgemäß zunehmend ausgedient.
Die neuen Erkenntnisse fanden, beginnend mit der Realisierung im Leistungskurs Sport der gymnasialen Oberstufe, sukzessive in den Lehrplänen der Länder ihren Niederschlag:
So sieht zum Beispiel der Bildungsplan 2016 für die Kursstufe in Baden-Württemberg die Vermittlung von theoretischen Inhalten aus den Bereichen Trainings- und Bewegungslehre, Sportphysiologie, Sport und Gesundheit,  Sportpsychologie, Sportsoziologie sowie Wissen über den Sport im gesellschaftlichen Kontext vor. Das Wissen soll in einer engen Praxis-Theorie-Verknüpfung vermittelt.
In einem zweistündigen Basisfach sollen folgende Kenntnisse vermittelt werden:
1. Wissen zur Realisierung des eigenen sportlichen Handelns
- Spezifische Grundlagen der unterrichteten Sportarten und weiterer sportpraktischer Inhalte
- Funktionszusammenhänge von Bewegungsabläufen
- Grundlagen, Erhaltung und Verbesserung der körperlichen Leistungsfähigkeit durch Training
- Grundlagen einer gesunden Lebensführung

2. Wissen zum individuellen sportlichen Handeln im sozialen Kontext
- Zusammenhang von Werten, Normen und sportlichen Regeln
- Organisation sportlicher Übungs- und Wettkampfsituationen mit anderen und für andere
- Formen sozialen Verhaltens im Sport

3. Wissen über den Sport im gesellschaftlichen Kontext
- Motive sportlichen Handelns

In einem fünfstündigen Leistungsfach sind die einzelnen Bereiche umfangreicher ausgeführt und der Unterricht im Leistungsfach soll im Unterschied zum Basisfach zu vertieften Kenntnissen und zu einem verstärkten wissenschaftspropädeutischen Verständnis führen.
Im Leistungsfach sollen z. B. im Wissen über den Sport im gesellschaftlichen Kontext auch Kenntnisse über die gesellschaftliche Rolle von Sport (zum Beispiel Kommerzialisierung, Medien) oder über Dopingwirkstoffe vermittelt werden.

### Notengebung
In Deutschland werden die Schüler in der Regel auch im Sportunterricht benotet. An welchen Kriterien sich die Note orientiert, unterscheidet sich dabei je nach Bundesland und wird teilweise in jeder Schule anders gehandhabt. So kann zum Beispiel in der Kursstufe in Baden-Württemberg auch eine Theorieklausur einen Teil der Sportnote bilden.
Generell erfolgt die Notengebung anhand von maßgebenden Kriterien. Neben inhaltsbezogenen motorischen Kompetenzen (z. B. Anforderungen bezüglich konditioneller Aspekte, Bewegungstechniken, taktischer Handlungen, tänzerischer Bewegungsfolgen) können weitere Kompetenzen, wie sportspezifisches Fachwissen, Fairplay, Teamfähigkeit, Kooperationsfähigkeit, ausdauerndes Üben, effektives Helfen und Präsentationsfähigkeit in die Fachnote eines Unterrichtsvorhabens/einer Unterrichtseinheit einfließen. Für die im Bildungsplan genannten Kompetenzen bzw. den daraus abgeleiteten Anforderungen im Kurs / in der Klasse gilt eine absolute Bezugsnorm. Eine individuelle Bezugsnorm, z. B. durch die Einbeziehung der Lernvoraussetzung, ist rechtlich nicht möglich.
Im Durchschnitt erzielen die Schüler im Sportunterricht deutlich bessere Noten als in anderen Fächern. So lag der Durchschnitt der Sportnoten an zwei Gymnasien in Baden-Württemberg bei 2,3 in der 5./6. Klasse sowie 2,1 – 2,5 (Männer) und 1,8 – 2,2 (Frauen) in der 7. – 10. Klasse.

### Schulsportmisere
Dem öffentlichen Interesse und der allgemein bekundeten Wertschätzung der Sport- und Bewegungserziehung stehen allerdings die Realitäten entgegen: Die sogenannte „Schulsportmisere“ wird seit langer Zeit beklagt. Der Begriff wurde von Konrad Paschen geprägt, der zu der Zeit der GEW-Sportkommission vorstand. Begriff und Problem wurden nicht nur von Sportlehrerverbänden oder der GEW-Sportkommission, sondern auch von Spitzenorganisationen des deutschen Sports und vielen anderen Gruppen und Parteien aufgegriffen. Die Qualität des Sportunterrichts lässt nicht nur an Grund-, Förder- und Hauptschule zu wünschen übrig, obwohl Merkmale bzw. Kriterien umfangreich diskutiert wurden.
Kritisiert wird die ungenügende Unterrichtsabdeckung, ein zu geringer Stundenanteil im Fächerkanon der Schule sowie Unterricht durch nicht qualifizierte sogenannte „fachfremde“ Lehrkräfte.
Die stetig anwachsenden Fitnessmängel heutiger Kinder und Jugendlichen sind durch verschiedene wissenschaftliche Vergleichsstudien (WIAD-Studie) deutlich belegt worden.
In der Schulsportstudie „Sportunterricht in Deutschland“ (SPRINT-Studie) werden die schlechten Rahmenbedingungen für den Sportunterricht bestätigt.

### Geschichte
Leibesübungen (exercitia) gehörten seit der Antike zu der Ausbildung des freien Mannes, später waren sie vor allem Teil der ritterlichen Ausbildung. Erst mit der Französischen Revolution wurden sie auch Teil der bürgerlichen Bildung.

#### Beginn der Leibeserziehung in Deutschland

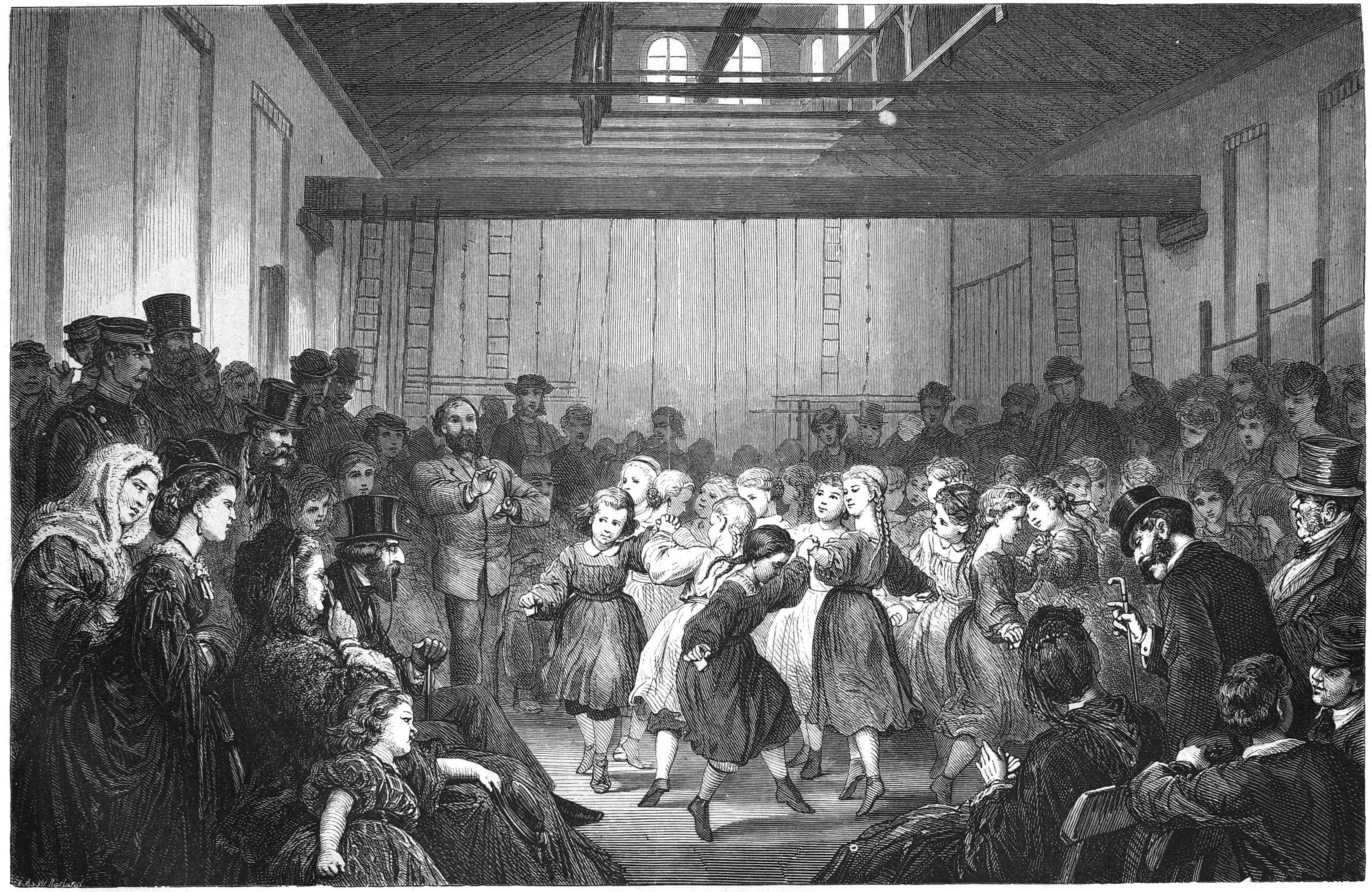
Castagnetten-Reigen in der Mädchen-Turnanstalt in Düsseldorf, Illustration von Wilhelm Simmler in der Zeitschrift Die Gartenlaube, 1870

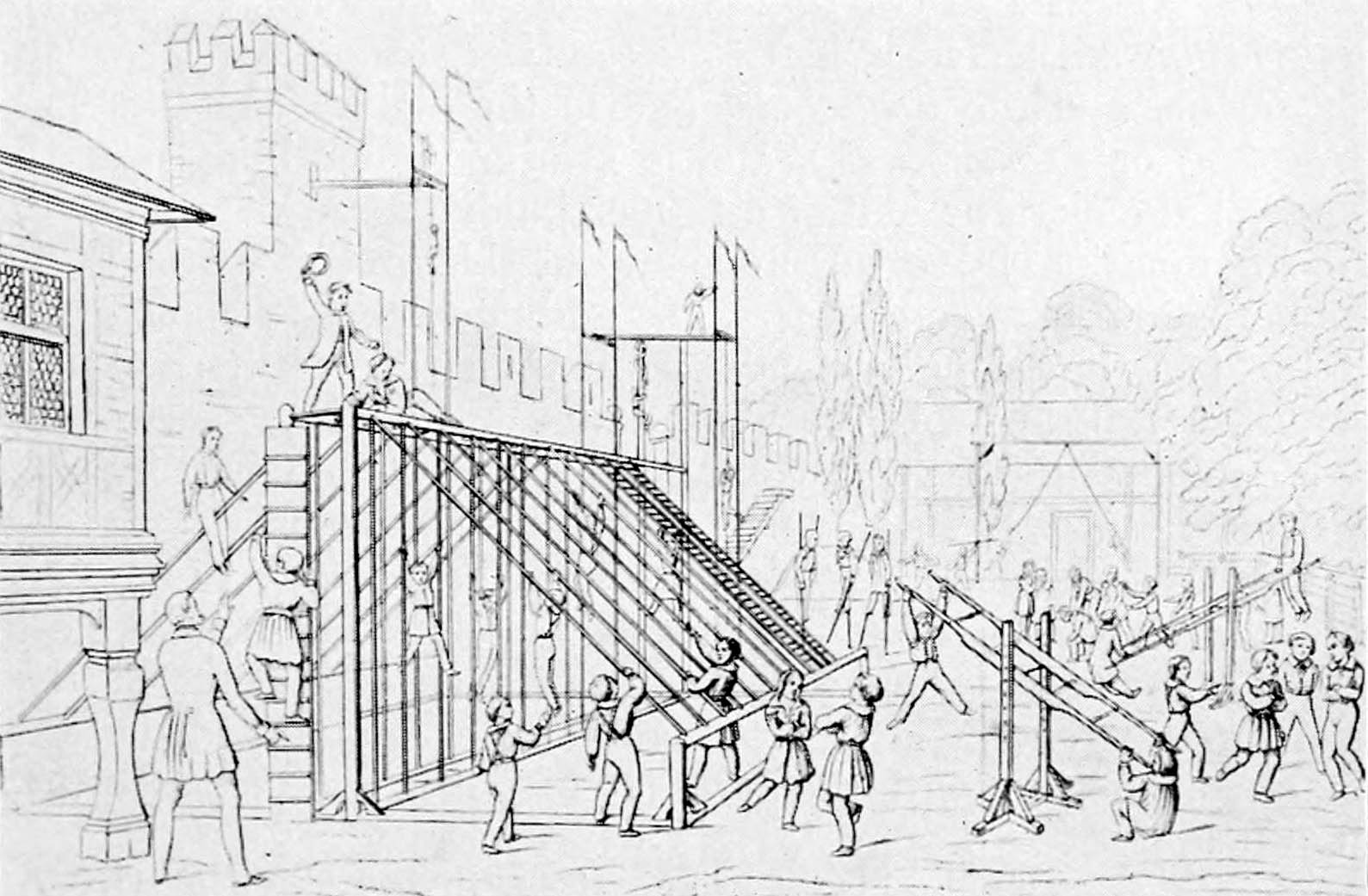
Der Turnplatz in Basel. Zeichnung aus dem Turnbuch für Schulen von Adolf Spieß (1847).

Die Bedeutung von Bewegungsübungen und Gymnastik für die Entfaltung der Persönlichkeit waren bereits den alten Griechen bekannt. Im deutschsprachigen Raum wurden im 18./19. Jahrhundert die Philanthropen um Johann Christoph Friedrich GutsMuths (1759–1839) Wegbereiter für eine Bewegungserziehung an den Schulen. Leibesübungen sollten integraler Bestandteil einer vernunftgemäßen, ganzheitlichen Erziehung (Bildung, körperliche Vervollkommnung, Glück) werden. Am Philanthropinum in Dessau gab es deshalb körperliche Übungen wie Laufen, Springen, Werfen, Klettern, Ringen, Balancieren, Schwimmen, Wandern, Eislaufen, Voltigieren und Spiele, aber auch Gartenbau und Handwerk.
Friedrich Ludwig Jahn (1778–1852), Gründer der deutschen Turnbewegung, wollte mit seiner „deutschen Turnkunst“ Körper und Charakter der (männlichen) Jugend und des Volkes bilden, um deren physische und moralische Kraft zu stärken.
Adolf Spieß (1810–1852) veröffentlichte in der Schweiz 1840–1846 Die Lehre der Turnkunst in vier Bänden, 1847–1851 schrieb er ein Turnbuch für die Schulen. Er sah Turnen als Erziehungsmittel zu Gehorsam und Disziplin und zur Bildung guter Untertanen wie auch zur körperlichen und militärischen Erziehung.
In Preußen erging 1842 „allerhöchste Kabinettsordre“, wonach der Turnunterricht, wie der Sportunterricht damals hieß, an allen öffentlichen Lehranstalten als notwendiger und unerlässlicher Bestandteil der männlichen Erziehung erteilt werden sollte.

#### Turnunterricht in der Weimarer Republik
Turnen und Sport erlebten in der ersten deutschen Republik einen starken Aufschwung.
Formalistische Ordnungs-, Frei- und Haltungsübungen wurden im Schulturnen
durch eine ganzheitliche, natürliche „Leibeserziehung“ als Teil der Gesamterziehung ersetzt.
Spielnachmittage, Wandertage, Freilufterziehung (z. B. Rudern und Skilauf) sowie Körperschule, Gymnastik und (Ausdrucks-)Tanz (vor allem im Mädchenturnen) gehörten ebenso zum Turnunterricht wie ein Wettkampfwesen in verschiedenen Sportarten. Allerdings ließ die Ausbildung der Turnlehrer zu wünschen übrig, da es sich meist um eine Ausbildung zum technischen Lehrer handelte (wie Schreibmaschine und Handwerksunterricht).

#### Leibeserziehung im Nationalsozialismus
Die Nationalsozialisten machten die schulische Leibeserziehung zum Bestandteil der nationalsozialistischen Gesamterziehung: „Volksgemeinschaft“, „Wehrhaftigkeit“, „Rassebewusstsein“ und „Führertum“ waren Bezugspunkte einer politisch verstandenen Leibeserziehung. Umfassende Körperertüchtigung und Kampfsport bei den Jungen sowie Gymnastik und Tanz bei den Mädchen dominierten den Unterricht.
Dieser Unterricht basierte auf Hitlers „Mein Kampf“ (vgl. S. 451f. u. S. 611) und Alfred Baeumlers Konzept der „Politischen Pädagogik“. Laut Baeumler war der Leib ein politicum und damit nicht Privateigentum. Der Individualleib wurde als Teil des Gesamtleibs gesehen, womit die Leibeserziehung Sache des Staates wurde. Die Pädagogik wurde also den ideologischen Vorgaben angepasst.

#### Körpererziehung in der sozialistischen Körperkultur der DDR

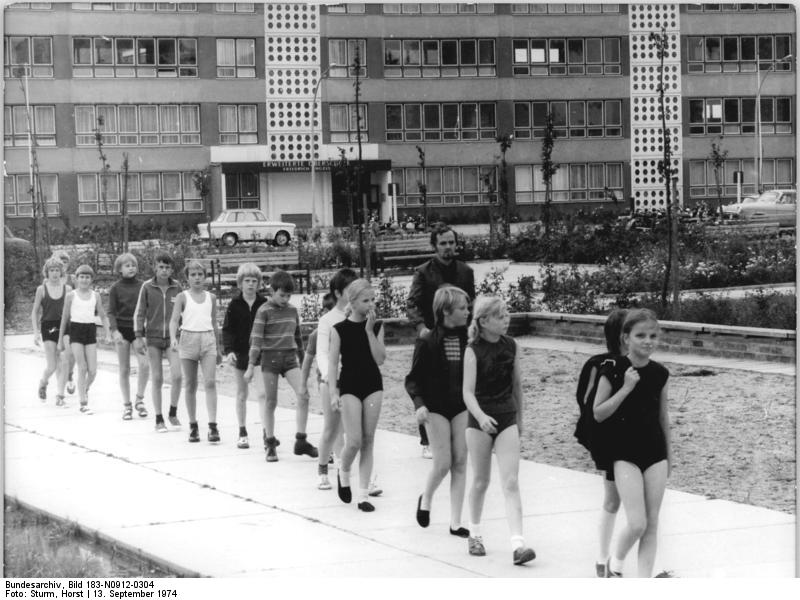
Eine Schulklasse auf dem Rückweg vom Sportunterricht in Neubrandenburg (1974).

In der DDR richtete sich die Körpererziehung am sowjetischen Vorbild und an gesellschaftspolitischen Zielen aus: Turnen, Sport und Körperkultur dienten der Erziehung der sozialistischen Persönlichkeit im „Arbeiter- und Bauernstaat“. Dabei bildete sich aber auch eine sportwissenschaftlich fundierte Fachmethodik und Bewegungslehre heraus, die Lehr-/Lernprozesse wissenschaftlich untersucht und aufbereitet hat und bis heute bedeutend ist.
In Kinder- und Jugendsportschulen wurde der leistungssportliche Nachwuchs herangebildet. Die Diskrepanz zwischen den leistungssportlichen Möglichkeiten und denen des Restschulsports wurden gegen Ende der DDR immer größer, da die objektiven Ressourcen zu wünschen übrig ließen.

#### Leibeserziehung und Sportunterricht in der BRD

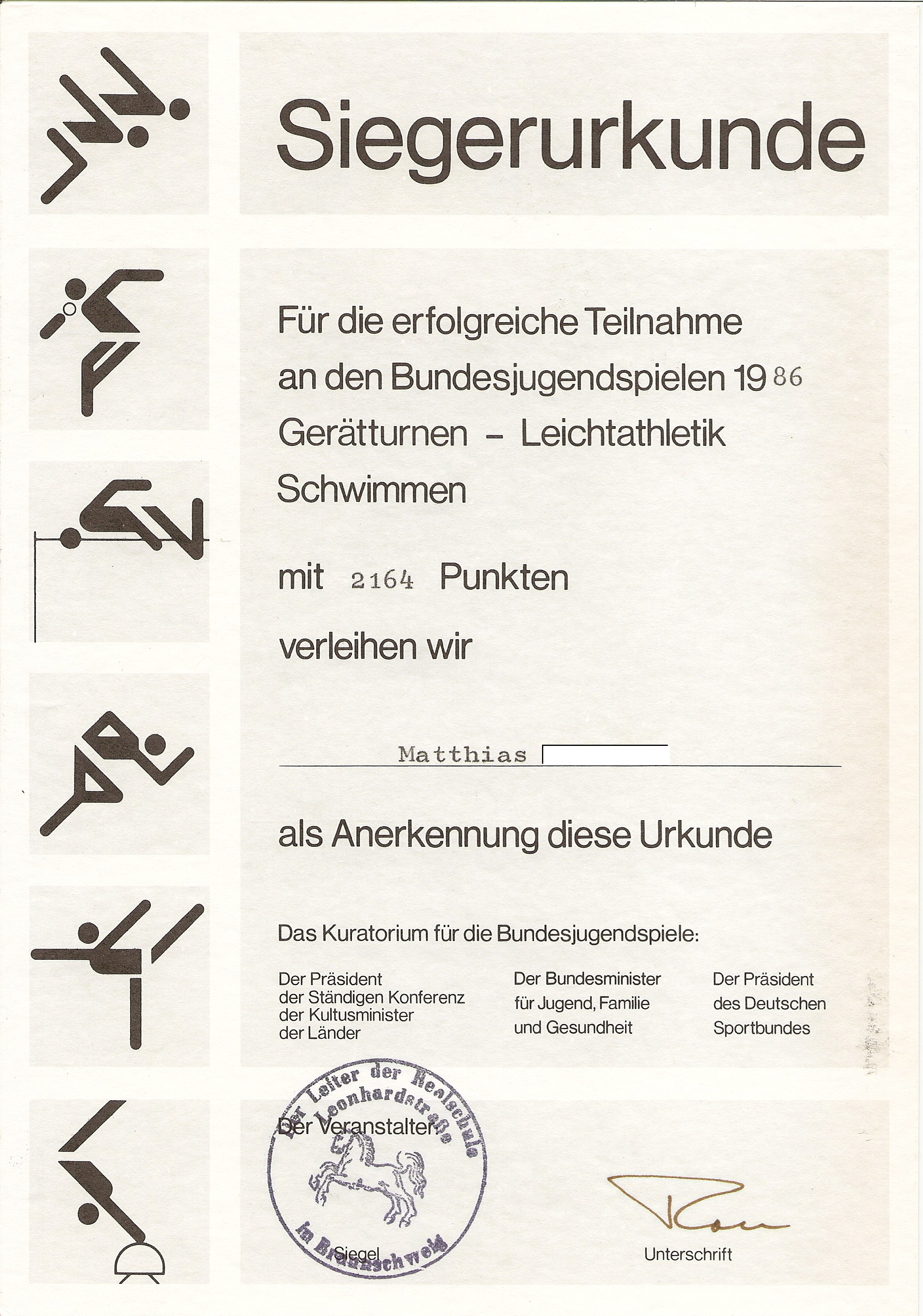
Die Bundesjugendspiele, Ausdruck eines wettkampforientieren Sportunterrichts in der BRD

Die Lehrpläne in Westdeutschland und der BRD orientieren sich zunächst am harmonischen, ganzheitlichen Menschenbild der Weimarer Zeit. Leistung, Spiel, Wetteifer sind zentrale Begriffe in der bildungstheoretisch/anthropologisch orientierten Leibeserziehung der 1950er und 1960er Jahre.
Ab den 1970er Jahren trat das Sportartenkonzept (auch Sportartenmodell oder Unterricht der Sportarten) nach Söll in den Vordergrund. Ziel war es, die Schüler in den verschiedenen Grundsportarten für den außerschulischen Sportunterricht zu qualifizieren (Üben – Verbessern – Leistung messen). Dies erfolgte durch eine Ausrichtung auf motorische Grundfertigkeiten. Alternative Sportarten oder Trendsportarten hatten im Schulsport keinen Platz. Es wurde ein wettkampforientierter Sportunterricht (Grössing) durchgeführt (z. B. Bundesjugendspiele) und leistungsstarke Schüler durch das Programm Jugend trainiert für Olympia besonders gefördert.
In den Ansätzen der Lernzielorientierung und der Curriculumtheorie wurde der gesellschaftliche Bezug des Schulsports in den 1970er Jahren aufgegriffen. Der Begriff der „Leibeserziehung“ wurde durch die Bezeichnung „Sportunterricht“ ersetzt.

#### Sportunterricht in Deutschland ab 1990
Seit 1990 wurden die Lehrpläne zunehmend hinsichtlich eines Erziehenden Sportunterrichts angepasst. Hierbei sollen die Schüler zum einen für den Sport begeistert werden (Erziehen zum Sport) und zum anderen durch den Sport weitergehende wie z. B. personale und soziale Kompetenzen erreicht werden (Erziehen durch Sport). Es sollten nun nicht mehr motorische Grundfertigkeiten trainiert, sondern vielfältige Kompetenzen erworben werden. Anstelle der Grundsportarten traten Bewegungsfelder wie zum Beispiel Bewegen im Wasser, Ausdruck und Gestaltung, Kämpfen und Raufen.
Es wurde zunehmend gefragt, welche Erfahrungen Kinder und Jugendliche im Sport und durch den Sport gewinnen sollen. Begriffe wie Handlungsfähigkeit, Körper- und Bewegungserfahrung, soziales Lernen wurden zunehmend in der fachdidaktischen Diskussion und in den Lehrplänen in den Mittelpunkt gestellt. Neben die traditionellen Sportarten traten weitere Bewegungsformen, Entspannungstechniken oder Funsportarten. Auch der Begriff „Sportunterricht“ wurde in Frage gestellt. Teilweise wurde von einem Lernbereich „Bewegung, Spiel und Sport“ gesprochen.

## Österreich
In Österreich ist die Anzahl der Sportunterrichtsstunden unterschiedlich. Generell gibt es in der Unterstufe sowie in Hauptschulen drei bis vier Stunden Leibesübung pro Woche, in der Oberstufe zwei bis drei.

### Prinzip des Sportunterrichts
Der Lehrplan des Sportunterrichts an Schulen in Österreich hat folgende Schwerpunkte:
- Förderung der Motorik durch „Spiel und Sport“
- Einbau von spielerischen Inhalten der Turnstunde (Völkerball, Handball...)
- Bewegung im Wasser
- Förderung des Teamgeists (Mannschaftsspiele, Staffelläufe...)

#### Volksschule
In der Volksschule werden Sportunterrichtsstunden vom üblichen „Gesamtunterricht“ (Deutsch, Englisch, Mathematik und Sachunterricht) abgetrennt. Ziele in der Volksschule sind:
- Aufbau der Grobmotorik
- Ab- und Einschätzung von Distanz und Höhe
- Einführung in die Leichtathletik mit Dauerläufen und Weitsprung
- Spiel und Spaß zum Abbau von Frust, der sich in der Schule aufbaut

#### Beispiel des Sportunterrichts an einer AHS (Unterstufe)
1. Klasse (vier Sportstunden)
- Schwimmunterricht
- Spiel und Sport (Völkerball, Gerätesport...)
- Leichtathletik: 60-Meter-Lauf, 1000-Meter-Lauf, Weitwurf, Weitsprung

2. Klasse (vier Sportstunden)
- Schwimmunterricht
- Gezielter Schwerpunkt Handball
- Leichtathletik: 60-Meter-Lauf, 2000-Meter-Lauf, Weitwurf, Weitsprung

3. Klasse (drei Sportstunden)
- Gezielter Schwerpunkt Basketball
- Leichtathletik

4. Klasse (drei Sportstunden)
In der 4. Klasse wird weniger auf Spiel und Sport als auf die Verbesserung der motorischen Fertigkeiten Wert gelegt, da die Vorbereitung auf eine etwaige Lehre ohne Sportunterricht im Vordergrund steht.
- Gezielter Schwerpunkt Volleyball
- Fördern der Motorik (Laufen, Springen)

### Gegenwart
- Wolf-Dietrich Brettschneider: DSB Sprint-Studie: Sportunterricht in Deutschland. Eine Untersuchung zur Situation des Schulsports in Deutschland. Meyer & Meyer, Aachen 2005, ISBN 3-89899-191-1.
- Eric Franklin: Befreite Körper. Das Handbuch zur imaginativen Bewegungspädagogik. 4., unveränd. Auflage. VAK Verlag, 2002, ISBN 3-932098-26-9.
- Inga Reimann-Pöhlsen: Niederlagen im Sportunterricht. Bewältigungsstrategien von Grundschulkindern. transcript, Bielefeld 2017, ISBN 978-3-8376-3851-6.
- Siegbert Warwitz: Interdisziplinäre Sporterziehung. Didaktische Perspektiven und Modellbeispiele fachübergreifenden Unterrichts. Verlag Hofmann, Schorndorf 1974, DNB 740560026, S. 40–52.

### Geschichte
- James A. Mangan: Athleticism in the Victorian and Edwardian Public School. The emergence and consolidation of an educational ideology. Cambridge University Press, 1981. (Revised Edition. Routledge 2000)
- James A. Mangan (Hrsg.): The Imperial Curriculum: Racial Images and Education in the British Colonial Experience. Routledge, London 1991.
- Jacques Gleyse: Archéologie de l'éducation physique au XXè siècle en France : le corps occulté. L'Harmattan, Paris 2006.
- Michael Krüger: Einführung in die Geschichte der Leibeserziehung und des Sports. 3 Bände. Hofmann, Schorndorf 2005, ISBN 978-3-7780-7789-4.

### Praxis
- Norbert Heymen, Winfried Leue: Planung von Sportunterricht. Schneider Verlag Hohengehren, Baltmannsweiler 2008, ISBN 978-3-8340-0365-2.
- Ulrich Theobald: Überfachliche Kompetenzen im Sportunterricht. Governance von Lerninhalten am Beispiel der Bildungsplanreform 2016 in Baden-Württemberg (= New frontiers in comparative education, Bd. 3). Waxmann, Münster 2018, ISBN 978-3-8309-3760-9.

### Zeitschriften
- European Physical Education Review.
- Revue d’Éducation Physique et sport.
- Sport, Education and Society.
- Sportunterricht. Monatszeitschrift zur Wissenschaft und Praxis des Sports